# Mont Touleur
Le mont Touleur ou signal de Touleur, parfois orthographié Thouleur ou Thouleurs, est un sommet du Morvan sur la commune de Larochemillay, dans le département de la Nièvre.
À son sommet est érigée une forteresse ou un château fort du XIe ou XIIe siècle, détruit au XVe siècle, dont d'importantes ruines sont encore visibles. Les plus anciennes traces d'occupation humaine remontent au Néolithique.

## Géographie
Culminant à 581 mètres d'altitude, le mont Touleur domine de 270 mètres la vallée du ruisseau de la Roche située à l’est et le bourg de Larochemillay. Le village de Saint-Gengoux, rattaché à Larochemillay, est situé au pied de son versant méridional, à 1 kilomètre au sud-ouest du bourg. Le mont fait face à l'éperon rocheux du château de La Roche, derrière lequel est implanté le bourg de Larochemillay.
Il est lié géologiquement au mont Beuvray, dont il partage l'origine volcanique.
Le mont est entièrement boisé. Sa crête est une masse rocheuse. Le « signal de Touleur » est connu pour la vue remarquable qu'il offre, avec un panorama sur la vallée de Larochemillay, le mont Beuvray, la butte de Saint-Honoré-les-Bains, à l'ouest le mont Geneviève, la Vieille-Montagne et au sud-est les montagnes de l'Autunois ainsi que par temps très clairs les cimes du mont Blanc.
Il est situé au sein du site Natura 2000 « Bocage, forets et milieux humides du Sud Morvan ».

## Histoire

### Histoire humaine
Le site est occupé à partir du Néolithique, puis à La Tène et à l'époque gallo-romaine. Son emplacement commande l'un des principaux accès à l'oppidum éduen de Bibracte, situé sur le mont Beuvray.
Aucun document d'archive ne fait référence au site. Les érudits locaux évoquent dans leurs textes des occupations antiques ou protohistoriques. La carte de Cassini, réalisée au XVIIIe siècle, indique un élément non identifié.
Dans le cadre d'une thèse de doctorat sur l'occupation humaine et la dynamique des pouvoirs ruraux dans le Morvan médiéval, trois sondages et plusieurs prospections sont réalisés en octobre 2017. Elles permettent notamment de dater une occupation médiévale aux alentours du XIIe siècle. Un sondage effectué central à l'intérieur de la forteresse a mis au jour des aménagements de sol assez sommaires associés à quelques éléments de quincaillerie médiévale, du mobilier céramique des XIe et XIIe siècle et des tessons résiduels de la période de La Tène. Les deux autres sondages ont permis de dégager trois tronçons d'une enceinte à l'origine néolithique ou protohistorique ainsi que des structures postérieures, dont une probable aire de gâchage de mortier. Le mobilier, rare et hétéroclite, associe silex néolithiques, tessons antiques et éléments médiévaux.

### Forteresse

#### Origines
Sur le sommet du mont Touleur se trouvent les ruines d'une forteresse, château fort ou tour de garde. Vers le Xe ou XIe siècle, les forteresses de hauteur, malgré leur faible nombre, ceinturent le Morvan (on peut citer le château de Roussillon à Anost, Glenne à La Grande-Verrière ou la Vieille-Montagne à Saint-Honoré-les-Bains qui ont disparu durant le même siècle que celui de Touleur). Elles présentent pour caractéristique commune l'utilisation d'un sommet retranché, difficile d'accès, comme moyen principal de défense.
L'édifice de Touleur est érigé au moins au XIIe siècle ; une datation de charbon de bois issus du mortier du mur indique 1045-1095 quand une autre datation au carbone 14 faite en 2017 suggère une phase de construction unique au XIIe siècle. Selon Jacques-François Baudiau dans Le Morvand, essai géographique, topographique et historique en 1854, citant un manuscrit conservé au château de Rivière, elle aurait été rasée en 1474 par le comte de Roussy, maréchal de Bourgogne,. Toutes les autres défenses de hauteurs du Morvan ont subi la même fin lors des troubles suivant la guerre de Cent Ans,. Dans le même temps, le pouvoir seigneurial se réorganise, mouvant de places isolées vers des bourgs davantage centralisés. La justification de ces forteresses disparaît et aucune n'est reconstruite.

#### Architecture
Les ruines témoignent d'une architecture qui évoque la période médiévale. La construction occupe une surface rectangulaire de 21 mètres d'est en ouest sur 13 mètres du nord au sud. Appuyés sur la roche, les murs sont épais de 1,80 mètre. Ils sont faits de pierres liées par un ciment extrêmement dur, au tuileau pilé. Les parois est et ouest se prolongent vers le nord,, sans qu'une basse-cour n'ait pu être identifiée par des prospections réalisées en 2017. La roche est taillée et incorporée dans la muraille,. Le centre est occupé par une vaste salle rectangulaire, dont les murs conservés montent jusqu'à 6 mètres.

#### État des ruines
Les ruines, importantes, sont très visibles. Cependant, prises dans les arbres et la végétation et situées sur un terrain privé, elles ne sont pas protégées et sont très menacées.
Au pied du mont, au sud-est, à la parcelle « bois de la Vannoise » et au niveau de Beauregard, se trouvent de nombreux fossés et amas de moellon. Des traces d'une tour subsistent au sud, ainsi qu'au nord-est une profonde dépression d'environ 6 à 7 mètres de diamètre et 3 mètres de profondeur.

## Légende
La tradition place au sommet du mont Touleur le séjour d'une wivre (ou vouivre) gardienne de trésors enfouis dans des souterrains qui ne s'ouvrent qu'une fois l'an au moment où « le bon Dieu enchaîne le diable », c'est-à-dire le dimanche des Rameaux, à l'instant où le curé frappe à la porte de l'église. Mais cela ne dure qu'un moment. Une bonne femme des environs s'y laissa prendre en y abandonnant son enfant. Chaque matin elle lui apportait un pain à la porte. Un jour, elle oublia et il se dévora le poignet. L'enfant fut délivré un an après, le même dimanche des Rameaux, dénommé dans le Morvan le « dimanche des Pâques fleuries ».

## Loisirs
Un circuit de randonnée pédestre « Autour du mont Touleur », balisé promenades et randonnées et évalué difficile, permet de découvrir le mont, sans toutefois monter sur son sommet. D'une longueur de 13,5 kilomètres pour une durée évaluée à 3 h 20, il forme une boucle depuis le bourg de Larochemillay. Il rejoint un morceau du sentier de grande randonnée 13 en direction du Nord-Ouest, marque un détour pour visiter le camp des Fraichots — maquis de la Résistance —, puis rejoint Saint-Gengoult avant de retrouver Larochemillay. D'un dénivelé de 455 mètres, son altitude minimum est de 316 mètres et son maximum de 530 mètres. Pour atteindre le sommet et observer les ruines, un détour est nécessaire depuis le GR 13.